# Хренів (Володимирський район)
Хре́нів — село у Нововолинській міській громаді Володимирського району Волинської області України. Населення становить 343 осіб.

## Географія
Село розташоване на правому березі річки Студянки.

## Історія
У 1906 році село Грибовицької волості Володимир-Волинського повіту Волинської губернії. Відстань від повітового міста 14 верст, від волості 6. Дворів 37, мешканців 316.
Після ліквідації Іваничівського району 19 липня 2020 року село увійшло до Володимирського району.

## Населення
Згідно з переписом УРСР 1989 року чисельність наявного населення села становила 312 осіб, з яких 159 чоловіків та 153 жінки.
За переписом населення України 2001 року в селі мешкали 342 особи.

### Мова
Розподіл населення за рідною мовою за даними перепису 2001 року:
| Мова       | Кількість | Відсоток |
| ---------- | --------- | -------- |
| українська | 340       | 99.13%   |
| російська  | 3         | 0.87%    |
| Усього     | 343       | 100%     |

## Постаті
- Рупа Віктор Миколайович (1984—2016) — солдат Збройних сил України учасник російсько-української війни[6].